# François Roberge
François Roberge (Saint-Romuald, 18 de junio de 1968) es un deportista canadiense que compitió en curling. Ganó una medalla de plata en el Campeonato Mundial de Curling Masculino de 2006.

## Palmarés internacional
| Campeonato Mundial | Campeonato Mundial      | Campeonato Mundial | Campeonato Mundial |
| Año                | Lugar                   | Medalla            | Prueba             |
| ------------------ | ----------------------- | ------------------ | ------------------ |
| 2006               | Lowell (Estados Unidos) | Medalla de plata   | Equipo             |